# Eduard Beninger
Eduard Beninger (Bécs, 1897. február 25. – Bécs, 1963. november 28.) osztrák őskoros és ókoros régész volt, aki elsősorban a germánok hagyatékával foglalkozott.

## Életpályája
1918-ban iratkozott be a Bécsi Egyetem Őskor, Szanszkrit, Indogermanisztika és Germanisztika szakjaira. Oswald Menghin, Josef Bayer, Paul Kretschmer és Rudolf Much tanítványa volt. 1923-ban végzett, majd a bécsi Naturhistorisches Museum őskor osztályán helyezkedett el. 1938-ban a részleg vezetője lett. 1939-ben habilitált a szlovákiai germán régészeti emlékek feldolgozásával és 1940-ben a Bécsi Egyetem docense lett. A második világháború és a politika azonban nagyban beleszólt az egyetemi életbe.
A második világháború alatt az NSDAP szlovákiai kulturális irodájának vezetője lett, majd Nagymihály katonai parancsnoka. A világháború után múzeumigazgatói posztját elvesztette és 3 év szabadságvesztésre ítélték. 1957-ben ismét elismerték a doktori fokozatát és 1958-tól nyugdíjat is kapott.
Több ásatást vezetett Alsó- és Felső-Ausztriában (többek között Neuruppersdorfban, Poysdorfban és Hainburg-Teichfelden), melyeket kb. 90 kiadványban közölt. Elsősorban a germánok kutatásához írt alapvető munkákat, de a neolitkutatásból is kivette a részét. Ő ismerte fel és különítette el a puhói kultúrát (ném. Puchauer Kultur, szk. Púchovská kultúra). Számos kutatótársat támogatott és több múzeumban is leltározott.

## Válogatás műveiből
- 1931 Der westgotisch-alanische Zug nach Mitteleuropa, Mannusbibliothek 51.
- 1931 Der Wandalenfund von Czéke – Cejkov, Annalen des Naturhistorischen Museums in Wien XLV.
- 1933 Zur Neolithforschung in Niederösterreich, Wiener Prähistorische Zeitschrift XX, 1ff.
- 1933 Die germanischen Bodenfunde in Mähren, Reichenberg (mit Hans Freising)
- 1934 Die Germanen in Niederösterreich – von Marbod bis zu den Babenbergern, Wien
- 1937 Die germanischen Bodenfunde in der Slowakei, Reichenberg/Leipzig
- 1942 Die Germanen im Burgenland, Germanenerbe VII, 104ff.
- 1961 Die Urnengräber von Wieselsfeld, Archaeologia Austriaca 30, 39ff.
- 1961 Die Paura an der Traun, eine Landsiedlung der Pfahlbaukultur und die Verkehrslage in ur- und frühgeschichtlicher Zeit, Wels
- 1961 Aufgaben eines Heimatmuseums, Rund um den Bisamberg 2, 14ff.